# Pink (auteur)
Pour les articles homonymes, voir Pink et Hermans.
Pink de son vrai nom Eugeen Hermans, né le 8 avril 1911 à Gentbrugge (province de Flandre-Orientale) et mort le 28 octobre 1992, est un illustrateur, dessinateur de presse, peintre et auteur de bande dessinée belge néerlandophone. Connu pour être un des pionniers de la bande dessinée flamande aux côtés de Frans Van Immerseel et Frits van den Berghe. Il est le premier a avoir utilisé les phylactères de manière continue dans une bande dessinée. Également connu sous les pseudonymes Eemans, El Anton, Capt. Lewis Jackson, Thomas Percy et Prof. Pink.

## Biographie

### Jeunesse et formation
Eugeen Hermans naît le 8 avril 1911 à Gentbrugge,,,.

### Carrière

#### De Standaard
En 1931, Pink débute comme illustrateur et metteur en page au journal De Standaard. Il y reste jusqu'en 1936, réalisant principalement des illustrations pour la page jeunesse Voor jonge oogen.

#### Ons Volkske
Il publie ses premières œuvres sous les pseudonymes anS et Studio Periodica. Ses premières bandes dessinées parurent en 1932 dans le supplément jeunesse Ons Volkske, sous les pseudonymes susmentionnés. Prenant l'exemple du Petit Vingtième, à la manière d'Hergé, il dessine des aventures de garçons très en vogue à l'époque. Il dessinera ensuite sous le pseudonyme de Pink dans des genres très différents. Il réalise des adaptations en bande dessinée des classiques comme Le Lion des Flandres, ainsi que des contes de fées comme Le Chat botté. Il dessine également des bandes dessinées d'aventure comme Suske en Blackske op avontuur [« Suske et Blackske à l'aventure »] et Flipke en de Rakkers [« Flipke  et les coquins »]. Pink dessine la majorité des bandes dessinées d'Ons Volkske, assisté d'Antoon Herckenrath. Lorsque Pink quitte le magazine en 1937, Herckenrath prend la relève. Après la guerre, Marc Sleen lui succéde.

#### Altoria
Pink devient ensuite rédacteur à l'hebdomadaire édité par NV Altiora, successeur de l'éditeur La Bonne presse Averbode. Il y réalise des caricatures politiques pour le magazine Hooger Leven. Il y travaille également comme illustrateur pour l'hebdomadaire Ons land, où il prend John Flanders comme assistant, et le supplément jeunesse Ons Kinderland (1937-1938). À la fin des années 1930 et au début des années 1940, il dessine de nouvelles bandes dessinées, comme Mijnheer Pip wandelt door het leven [« Monsieur Pip traverse la vie »], Sinbad de Zeevarder [« Sinbad le marin »], Pinokkio : Zonderlinge Avonturen van een Houten Harlekijn [« Pinocchio : Les étranges aventures d'un pantin en bois »], Reintje Vos — à la manière du Roman de Renart —, Zeven in een slag [« Sept d'un coup »]. Durant cette période, il dessine sous son propre nom ou sous le pseudonyme Eemans, formé par la contraction de son prénom et de son nom.
Pendant la guerre, Pink est mobilisé et dessine la bande dessinée Mr Piot « [« Monsieur Piot »] pour le magazine Pinnekensdraad comme caporal. Il reste également à Ons land jusqu'à la fermeture temporaire du magazine en 1944.

#### Après guerre
Après la guerre, Ons land est relancé et Pink y retourne. Il y réalise des illustrations et des bandes dessinées, comme Slim en Knok, sous le pseudonyme de Prof Pink jusqu'en 1949. En 1945, la bande dessinée Verzet tegen Gestapo, issue de la série Pietje de vechtjas, est publiée, d'après un scénario du professeur Coremans. Cet album connaît une traduction en français sous le titre : Les Aventures extraordinaires de Pierrot le bagarreur ! - Maquis contre Gestapo !, publié par les éditions bruxelloises Dereume la même année. Elle est dessinée par Pink, mais sous le pseudonyme de capitaine Lewis Jackson. À partir de 1947, il dessine également la bande dessinée Pluk pour le magazine 't Kapoentje, sous le pseudonyme d'El Anton. De plus, entre 1948 et 1949, paraît le magazine Poppy, pour lequel Pink dessine une bande dessinée sur le personnage principal. Il dessine également plusieurs bandes dessinées éducatives pour Poppy sous le pseudonyme de Thomas Percy. Les scénarios de ces bandes dessinées sont écrits par le professeur Coremans.
À la fin des années 1940, Pink cesse de dessiner des bandes dessinées. Il devient illustrateur à temps plein pour des auteurs tels que Valère Depauw (nl), John Flanders et Johan Daisne.
En 1981, certaines de ses œuvres paraissent dans l'album Pink Omnibus. Pour cet album, Pink retravaille certaines de ses anciennes bandes dessinées.

### Mort
Il meurt le 28 octobre 1992, à l'âge de 81 ans.

### Influence
Son influence a marqué Willy Vandersteen et Marc Sleen.

## Publications
Liste des publications en français

### Les Aventures extraordinaires de Pierrot le bagarreur!
- Maquis contre Gestapo !, Dereume, Bruxelles, 1945
Scénario : Professeur Coremans - Dessin : Capitaine Lewis Jackson — Format à l'italienne.

## Expositions collectives
- De Wereld van de strips in originelen[7], Parlement flamand, Bruxelles du 16 mai au 10 juillet 2013.

#### Études
- Danny De Laet et Yves Varende, Au-delà du septième art : histoire de la bande dessinée belge, Bruxelles, Ministère des affaires étrangères, du commerce extérieur et de la coopération au développement, coll. « Chroniques belges » (no 322), 1979, 302 p., ill. ; 22 cm (OCLC 301693218, lire en ligne). .
- Danny De Laet et Yves Varende, Au-delà du septième art : pratique du cartoon en Belgique, Bruxelles, Ministères des Affaires étrangères, du Commerce extérieur et de la Coopération au développement de Belgique, coll. « Chroniques belges » (no 320), 1979, 110 p., ill. ; 22 cm (OCLC 301624277, présentation en ligne).

#### Livres
- Frans Lambeau (préf. Philippe Goddin), Dictionnaire illustré de la bande dessinée belge sous l'Occupation, Bruxelles, André Versaille, 2013, 334 p., ill. ; 21 cm (ISBN 978-2-87495-140-4 et 2874951404, OCLC 851512115, présentation en ligne), p. 119. .
- (nl) Jan Hoet et Dany Vandenbossche, « Pink », dans De wereld van de strips in originelen [« Le Monde de la bande dessinée en originaux »], Bruxelles, Vlaams Parlement, 2013, 68 p., PDF (OCLC 901366732, lire en ligne), p. 46. .